# Oscar Bronner
Oscar Bronner (Haifa, 14 gennaio 1943) è un giornalista, editore e pittore austriaco.
Fondatore e editore del quotidiano austriaco Der Standard.

## Biografia
Oscar Bronner è nato nel 1943 a Haifa, primo figlio di quello che poi diverrà artista di cabaret Gerhard Bronner.
Gerhard Bronner era fuggito da solo in Palestina nel 1938 dopo L' "Anschluss" dell'Austria, da adolescente, da quando suo padre e suo fratello furono internati. Nel 1948 ritornò in nave e fece pratica a Vienna con padre, ritornato dal internamento. Già da bambino conobbe Helmut Qualtinger, che lavorava con suo padre, e che di tanto in tanto soggiornava nel alloggio di Oscar nell'appartamento di Passauer Platz nel centro storico.
Oscar Bronner ha lavorato come tecnico luci e assistente alla regia nel teatro di suo padre, come volontario per l'Arbeiter-Zeitung e per il tabloid Express. Frequentò il Café Hawelka, dove conobbe Karl Schwarzenberg e Kurt Moldovan. Tra i suoi argomenti giornalistici vi furono Novak ("Dispatcher of Death" di Eichmann) e giudici nazisti, che fecero la loro carriera in Austria dopo il 1945. Per un breve periodo, Oscar Bronner ha gestito un'agenzia pubblicitaria.

### Editore e pittore
Nel 1970, Bronner ha fondato la rivista trend e la rivista profil. Il Kurier, che ha fondato una rivista economica e Bronner, come ricorda, ha abbandonato la sua squadra, "ho cambiato ... la strategia. Ho ricevuto un'offerta che non potevo rifiutare ". L'editore vendette entrambe le riviste nel 1974 e si trasferì a New York, dove visse come pittore (diverse mostre negli Stati Uniti e in Europa). Ha frequentato li tra gli altri l'ex viennese Frederic Morton e Serge Sabarsky.
Tornato a Vienna nel 1986 fondò il giornale Der Standard, nel 1988 con la iniziale partecipazione finanziaria di Axel Springer AG. La sua intenzione di fondare un nuovo quotidiano nel mercato saturo dei giornali in Austria, è stata quella di presentare un giornale di qualità, come il New York Times, il Süddeutsche Zeitung  o il Frankfurter Allgemeine Zeitung.